# Santuario di Oropa
Het heiligdom van Oropa (Italiaans: santuario di Oropa) is een groep rooms-katholieke gebouwen en bouwwerken in Oropa, frazione van de gemeente Biella, een provinciehoofdstad in de Noord-Italiaanse regio Piëmont. Het bedevaartsoort ligt op een hoogte van 1.159 meter in een kleine vallei van de Alpi Biellesi, de Biellese Alpen, deel van de Pennische Alpen.
Volgens de legende werd een zwart houten beeld van de Maagd Maria, gesneden door Sint Lucas, in Jeruzalem gevonden door Sint Eusebius van Vercelli, in de 4e eeuw na Christus naar Oropa gebracht en in een kleine nis in een groot rotsblok geplaatst. In de Middeleeuwen werd een kerk gebouwd rond de nis waarin het beeld was ondergebracht, en deze kerk werd aan het begin van de 17e eeuw vervangen door wat tegenwoordig bekend staat als de oude basiliek (Basilica Antica). In de loop van de volgende twee eeuwen werden verschillende andere gebouwen aan het complex toegevoegd, waaronder de koninklijke appartementen van het Huis van Savoye, een grote bibliotheek en de Koninklijke Poort, een meesterwerk ontworpen door de architect Filippo Juvarra in de 18e eeuw.
De laatste toevoeging aan het heiligdom was de Bovenbasiliek, een monumentale kerk gebouwd tussen 1885 en 1960 vanwege het grote aantal pelgrims dat Orepa bezocht. Het kerkgebouw, in maart 1957 door paus Pius XII verheven tot basilica minor, biedt plaats aan 3000 mensen en de koepel is 80 meter hoog.
In 1617 werd het complex van de Sacro Monte di Oropa (letterlijk Heilige Berg van Oropa) niet ver van het heiligdom gebouwd. Het is een devotiepad dat nu bestaat uit twaalf kapellen (plus nog eens zeven in de buurt) met beeldengroepen die scènes uit het verhaal van het leven van de Maagd Maria voorstellen.
In de 19e eeuw werd een nieuw kerkhof gebouwd in de buurt van de Sacro Monte, waar adellijke families van het Biellese grondgebied hun familiegraven konden bouwen. Sommige graven hebben vrijmetselaarssymbolen, zoals die van Quintino Sella.
Verschillende wonderen en beschermingen worden toegeschreven aan de Maagd van Oropa. De zalige Pier Giorgio Frassati stond bekend om zijn devotie tot de Zwarte Madonna van Oropa. Door de eeuwen heen maakten mensen ex-votoafbeeldingen om de Maagd Maria te bedanken. Al deze ex voto's worden nog steeds bewaard in het heiligdom in een speciale galerij. Het oudste schilderij dateert uit 1522 en is gemaakt door schilder Bernardino Lanino.
Het volksgeloof zegt dat het houten beeld ondanks zijn leeftijd geen houtworm heeft, de voet niet versleten is ondanks de oude traditie om het aan te raken voor geluk, en dat stof zich niet nestelt op de gezichten van de Maagd en van het Kind.
Jaarlijks bezoeken ongeveer 800.000 pelgrims en honderd bedevaarten het heiligdom. Volgens de volkstraditie legde de stad Biella een gelofte af tijdens de pest in de 17e eeuw en werden de inwoners gespaard van de infectie. In navolging van deze genade doet de stad elk jaar een bedevaart naar het heiligdom om de Maagd Maria te danken. De oude bedevaart van Fontainemore naar Oropa vindt om de vijf jaar plaats.
Het berggebied rond het heiligdom maakt deel uit van een regionaal park van 1.518,28 ha genaamd Riserva Naturale Speciale del Sacro Monte di Oropa.
De Sacro Monte werd, als een van de negen Sacri Monti van Piëmont en Lombardije, in 2003 erkend als cultureel UNESCO werelderfgoed tijdens de 27e sessie van de Commissie voor het Werelderfgoed in Parijs en toegevoegd aan de werelderfgoedlijst.

## Sport
Het Santuario di Oropa en het dorp Oropa waren al meermaals de aankomstplaats van wielerwedstrijden, waaronder zeven etappes van de Giro d'Italia.